# Deutsche Alpine Skimeisterschaften 2013
Die Deutschen Alpinen Skimeisterschaften 2013 fanden vom 23. bis 29. März 2013 in Bad Wiessee und Garmisch statt. Abfahrt und Super-G wurden in Garmisch ausgetragen, Riesenslalom und Slalom in Bad Wiessee.

## Herren

### Abfahrt
| Platz | Name                      | Zeit        |
| ----- | ------------------------- | ----------- |
| 01    | Johannes Kröll (AUT)      | 1:00,23 min |
| 02    | Manuel Kramer (AUT)       | 1:00,29 min |
| 03    | Otmar Striedinger (AUT)   | 1:00,49 min |
| 04    | Fabio Renz                | 1:00,50 min |
| 05    | Philipp Zepnik            | 1:00,51 min |
| 06    | Stephan Keppler           | 1:00,59 min |
| 07    | Daniel Hemetsberger (AUT) | 1:00,65 min |
| 08    | Jonas Fravi (SUI)         | 1:00,70 min |
| 09    | Marc Gisin (SUI)          | 1:00,72 min |
| 010   | Klaus Brandner            | 1:00,79 min |

Datum: 27. März 2013

Ort:Garmisch

### Super-G
| Platz | Name                    | Zeit        |
| ----- | ----------------------- | ----------- |
| 01    | Otmar Striedinger (AUT) | 1:09,05 min |
| 02    | Philipp Zepnik          | 1:09,60 min |
| 03    | Markus Dürager (AUT)    | 1:09,61 min |
| 04    | Thomas Tumler (SUI)     | 1:09,67 min |
| 05    | Klaus Brandner          | 1:09,70 min |
| 06    | Bernhard Graf (AUT)     | 1:09,73 min |
| 07    | Dominik Schwaiger       | 1:09,83 min |
| 07    | Fernando Schmed (SUI)   | 1:09,83 min |
| 09    | Mario Karelly (AUT)     | 1:09,96 min |
| 010   | Johannes Kröll (AUT)    | 1:10,12 min |

Datum: 28. März 2013

Ort:Garmisch

### Riesenslalom
| Platz | Name                  | Zeit        |
| ----- | --------------------- | ----------- |
| 01    | Niklas Köck (AUT)     | 2:40,14 min |
| 02    | Martin Bischof (AUT)  | 2:40,88 min |
| 03    | Andrea Ballerin (ITA) | 2:41,39 min |
| 04    | Maarten Meiners (NED) | 2:41,52 min |
| 05    | Sebastian Holzmann    | 2:41,53 min |
| 012   | Dominik Stehle        | 2:42,02 min |
| 015   | Fritz Dopfer          | 2:42,58 min |

Datum: 23. März 2013

Ort:Spitzing-Sutten

### Slalom
| Platz | Name                       | Zeit        |
| ----- | -------------------------- | ----------- |
| 01    | Fritz Dopfer               | 1:36,60 min |
| 02    | David Ketterer             | 1:37,70 min |
| 03    | Dave Ryding (GBR)          | 1:38,14 min |
| 04    | Julian Rauchfuss           | 1:39,54 min |
| 05    | Fabian Datzer              | 1:39,77 min |
| 06    | Linus Straßer              | 1:39,95 min |
| 07    | Lukas Wasmeier             | 1:40,06 min |
| 08    | Bernhard Binderitsch (AUT) | 1:40,16 min |
| 09    | Raffael Breu               | 1:41,75 min |
| 010   | Michael Osterhammer        | 1:43,19 min |

Datum: 24. März 2013

Ort:Bad Wiessee

### Super-Kombination
nicht ausgetragen

## Damen

### Abfahrt
| Platz | Name                      | Zeit        |
| ----- | ------------------------- | ----------- |
| 01    | Francesca Marsaglia (ITA) | 1:02,45 min |
| 02    | Veronique Hronek          | 1:03,05 min |
| 03    | Michaela Wenig            | 1:03,08 min |
| 04    | Marina Wallner            | 1:03,57 min |
| 05    | Patrizia Dorsch           | 1:03,66 min |
| 06    | Lena Dürr                 | 1:03,85 min |
| 07    | Ann Katrin Magg           | 1:04,00 min |
| 08    | Simona Hösl               | 1:04,09 min |
| 09    | Andrea Filser             | 1:04,45 min |
| 010   | Greta Small (AUS)         | 1:04,49 min |

Datum: 27. März 2013

Ort:Garmisch

### Super-G
| Platz | Name                        | Zeit        |
| ----- | --------------------------- | ----------- |
| 01    | Verena Stuffer (ITA)        | 1:10,07 min |
| 02    | Lisa Magdalena Agerer (ITA) | 1:10,84 min |
| 03    | Elena Fanchini (ITA)        | 1:11,40 min |
| 04    | Francesca Marsaglia (ITA)   | 1:11,82 min |
| 05    | Nina Ortlieb (AUT)          | 1:11,83 min |
| 06    | Veronique Hronek            | 1:11,98 min |
| 07    | Patrizia Dorsch             | 1:11,99 min |
| 08    | Michaela Wenig              | 1:12,13 min |
| 09    | Tamara Tippler (AUT)        | 1:12,42 min |
| 010   | Marlene Schmotz             | 1:12,47 min |

Datum: 28. März 2013

Ort:Garmisch

### Riesenslalom
| Platz | Name                        | Zeit        |
| ----- | --------------------------- | ----------- |
| 01    | Veronique Hronek            | 2:34,01 min |
| 02    | Lisa Magdalena Agerer (ITA) | 2:34,69 min |
| 03    | Viktoria Rebensburg         | 2:34,77 min |
| 04    | Nicole Hosp (AUT)           | 2:35,09 min |
| 05    | Katarina Lavtar (SLO)       | 2:35,26 min |
| 06    | Simona Hösl                 | 2:35,29 min |
| 07    | Lena Dürr                   | 2:35,64 min |
| 08    | Marta Benzoni (ITA)         | 2:35,72 min |
| 09    | Anna Hofer (ITA)            | 2:35,83 min |
| 010   | Ricarda Haaser (AUT)        | 2:35,87 min |

Datum: 24. März 2013

Ort: Spitzing-Sutten

### Slalom
| Platz | Name                    | Zeit        |
| ----- | ----------------------- | ----------- |
| 01    | Hannah Köck (AUT)       | 1:41,73 min |
| 02    | Barbara Wirth           | 1:41,87 min |
| 03    | Nevena Ignjatović (SRB) | 1:42,50 min |
| 04    | Simona Hösl             | 1:42,82 min |
| 05    | Katarina Lavtar (SLO)   | 1:43,42 min |
| 06    | Eva-Maria Brem (AUT)    | 1:43,43 min |
| 07    | Marlene Schmotz         | 1:43,54 min |
| 08    | Marta Benzoni (ITA)     | 1:43,65 min |
| 09    | Marina Wallner          | 1:43,70 min |
| 010   | Monica Hübner           | 1:43,74 min |

Datum: 23. März 2013

Ort:Bad Wiessee

### Super-Kombination
nicht ausgetragen

## Anmerkung
1. 1 2 3 4 5 6 7 8 9 10 11 12 13 14 15 16 17 18 19 20 21 22 23 24 25  Ausländische Teilnehmer erhielten keine Medaillen.